# Per Kampmann
Christian Peter (Per) Georg Kampmann (født 31. maj 1892 i København, død 7. april 1959 i Ordrup) var en dansk ingeniør som stiftede Kampsax sammen med Otto Kierulff og Jørgen Saxild. 
Efter 2. verdenskrig blev han direktør i Det Danske Luftfartselskab, DDL, og engagerede han sig i dannelsen af SAS og blev selskabets første administrerende direktør (1947-50). Derudover var han i 1930'erne en af de mest aktive ved udarbejdelsen af forslag til broer over Storebælt og Øresund.